# Cummins
Pour les articles homonymes, voir Cummins (homonymie).
Cummins Inc. est une entreprise américaine qui conçoit, fabrique et distribue des moteurs Diesel et au gaz naturel, ainsi que des produits connexes comme des filtres ou des turbocompresseurs.
Fondée à Columbus dans l'Indiana en 1919 par Clessie Cummins, cette société a déclaré en 2013 un chiffre d'affaires de 17,3 milliards de dollars et comptait alors 33 700 salariés. Elle est cotée au New York Stock Exchange. En 2013, l'entreprise est implantée dans 197 pays.
L'image de l'entreprise a été entachée par son implication dans un scandale sanitaire et environnemental de type Dieselgate : l'EPA a découvert que près d'un million de moteurs de camions et camionnettes Cummins avaient été truqués de manière à ne respecter les normes d'émissions de NOx que sur les bancs d'essais. En vertu de la loi américaine sur la qualité de l'air, pour échapper aux poursuites, début 2024, Cummins a du payer 1,675 milliard de dollars (la plus haute pénalité civile de l'histoire de la Loi américaine sur la qualité de l'air ; et la seconde plus importante pénalité environnementale jamais exigée dans le pays).

## Histoire

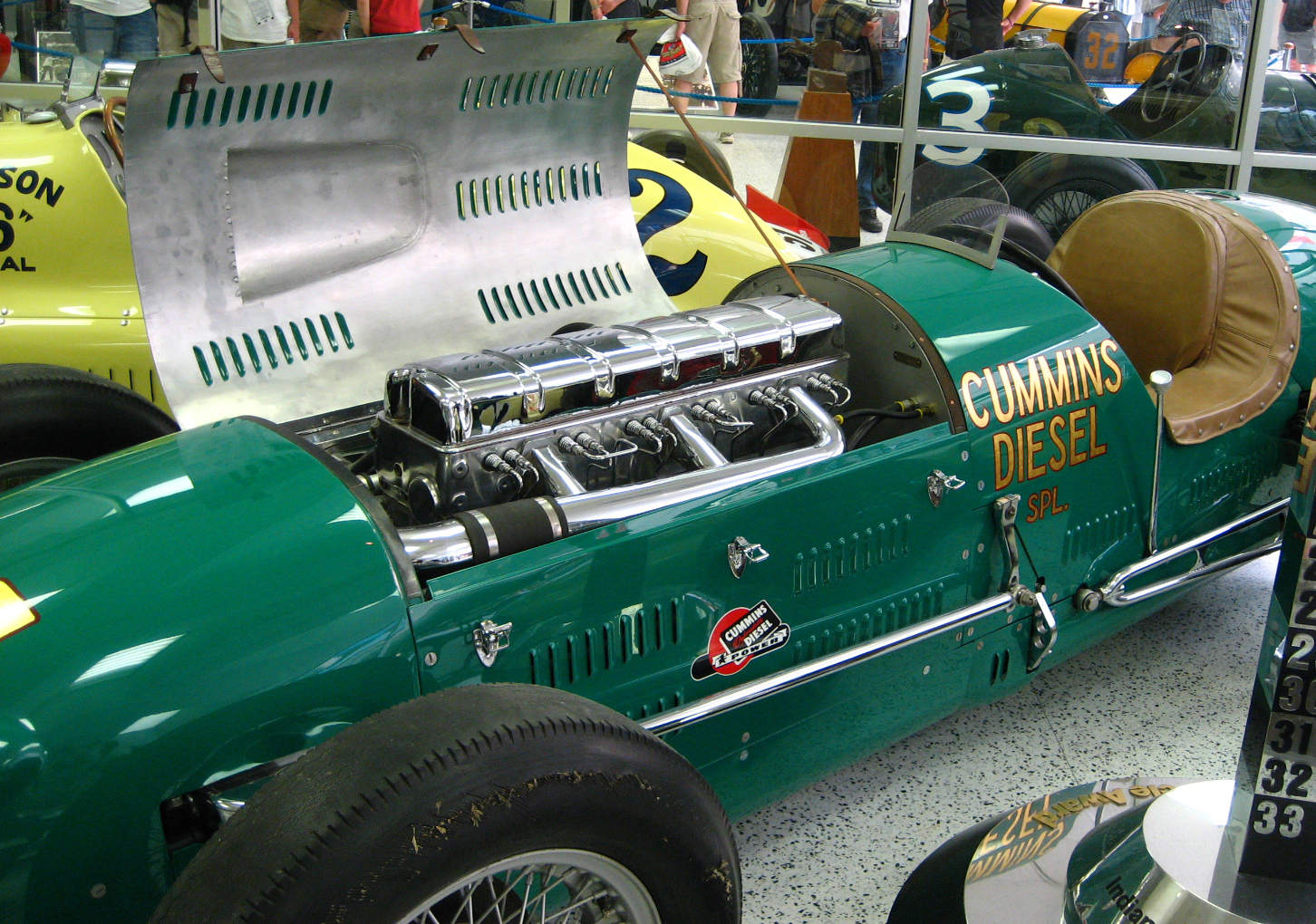
Le moteur diesel Cummins équipait cette voiture de course qui a participé à l'Indianapolis 500 en 1950.

À ses débuts, la compagnie s'est spécialisée dans l'industrialisation du moteur inventé 20 ans auparavant par l'industriel allemand Rudolf Diesel, mais malgré plusieurs essais largement médiatisés, dut attendre 1933 pour parvenir à lancer sur le marché son premier modèle vraiment populaire : le moteur diesel H, qui équipa les locotracteurs,,.
Avec le boom autoroutier de l'après-guerre aux États-Unis, Cummins s'imposa comme le leader des moteurs de poids-lourds avec le moteur diesel type N, avec plus de 50 % des parts de marché entre 1952 et 1959. Dans les années 1960, la compagnie a ouvert une usine en Europe à Shotts (Écosse). 
En 1996, elle signe un accord de coopération avec le groupe italien Fiat pour constituer une société mixte Groupe Fiat 66,66 % et Cummins 33,33 %, EEA - European Engine Alliance, qui va développer et produire la prochaine génération de moteurs Diesel dans une gamme de puissance de 50 à 275 chevaux. Cette coopération a donné naissance aux moteurs Fiat Powertrain Technologies NEF & TECTOR réservés à 50 % pour New Holland et le reste pour chacun des deux groupes. Cummins ayant souhaité se retirer de cette entreprise commune, a vendu ses parts à Fiat et la société a été dissoute d'un commun accord en juillet 2008.
En février 2022, Cummins annonce l'acquisition pour 2,58 milliards de dollars de Meritor, un équipementier automobile spécialisé dans les essieux et dans les freins.

## Scandale similaire à celui du dieselgate
Lors de nouveaux tests faits après la découverte du scandale Volkswagen, l'EPA a découvert que Cummins avait lui aussi « installé des dispositifs d'invalidation illégaux sur plus de 600 000 camionnettes RAM, ce qui a exposé les communautés au travers l'Amérique à une pollution atmosphérique nocive. Cette pénalité record en vertu de la loi sur la qualité de l'air démontre que l'EPA s'engage à tenir les pollueurs responsables et à veiller à ce que les entreprises paient un prix élevé lorsqu'elles enfreignent la loi » a précisé l'Agence. L'informatique embarquée était configurée de manière que le logiciel régulant les émissions du moteur réduise ou désactive son contrôle des émissions polluantes en conduite normale sur route. Selon l'enquête, 630 000 véhicules des années-modèles 2013 à 2019 (Ram 2500 et diesel 3500) des années-modèles 2013 à 2023 certifiés par Cummins ont ainsi été truqués pour donner l'impression qu'ils étaient conformes aux normes d'émissions. Et environ 330 000 autres véhicules (modèles de 2019 à 2023) comprenaient aussi des dispositifs auxiliaires de contrôle des émissions que Cummins avait omis de  divulguer lors du processus de certification de ses moteurs ; soit au total, selon l'EPA, près d'un million de véhicules mis sur le marché.
Le 10 janvier 2024, Cummins a conclu un accord avec l'EPA, le département de la Justice des États-Unis, et l'État de Californie. Dans cet accord, Cummins accepte de payer une amende de 1,675 milliard de dollars (la plus importante pénalité civile de l'histoire de la Loi américaine sur la qualité de l'air ; et la deuxième plus importante pénalité environnementale jamais imposée aux USA). Cummins doit en outre financer des projets fédéraux, et californiens, d'atténuation des émissions. Il doit aussi, à ses frais, rappeler les centaines de milliers de camions et camionnettes concernés, pour y supprimer le logiciel frauduleux et les mettre aux normes (coût estimé à plus de 326 millions de dollars) et, au moins 85 % des véhicules doivent être ainsi "mis aux normes" dans un délai de 3 ans, sous peine de pénalités supplémentaires.